# Cerianthus profundus
Cerianthus profundus is een Cerianthariasoort uit de familie van de Cerianthidae. De wetenschappelijke naam van de soort is voor het eerst geldig gepubliceerd in 1881 door Andrès.